# Hug II de França
Hug II de França o Hug Magne el Gran  (1007 - 1026), rei associat de França (1017-1026).

## Orígens familiars
Fill segon, el primer mascle, del rei Robert II de França i la seva tercera esposa, Constança d'Arles. Era net per línia paterna d'Hug Capet i Adelaida d'Aquitània, i per línia materna de Guillem I de Provença i Adelaida d'Anjou. Fou germà gran del futur rei Enric I de França i de Robert I de Borgonya.

## Coronació
Continuant la tradició del seu avi Robert II de França coronà el seu fill primogènit Hug Magne el 1017 per així evitar problemes de lluites posteriors entre germans per a l'obtenció de l'herència.
Tingué la confiança del seu pare però aviat s'enemistà amb ell, igual que els seus germans, esclatant una Guerra Civil. Hug II morí sobtadament el 17 de setembre de 1026 enmig d'una gran rebel·lió contra Robert II.
A la seva mort, el seu germà petit Enric es convertí en l'hereu del seu pare Robert II.